# Dębnik (województwo warmińsko-mazurskie)
Dębnik (niem. Damerauwald) – wieś w Polsce położona w województwie warmińsko-mazurskim, w powiecie kętrzyńskim, w gminie Reszel.
W 1910 roku w Dębniku mieszkało 225 osób. W latach 1975–1998 miejscowość administracyjnie należała do województwa olsztyńskiego.
Dębnik jest siedzibą sołectwa.